# Lomboque Setentrional

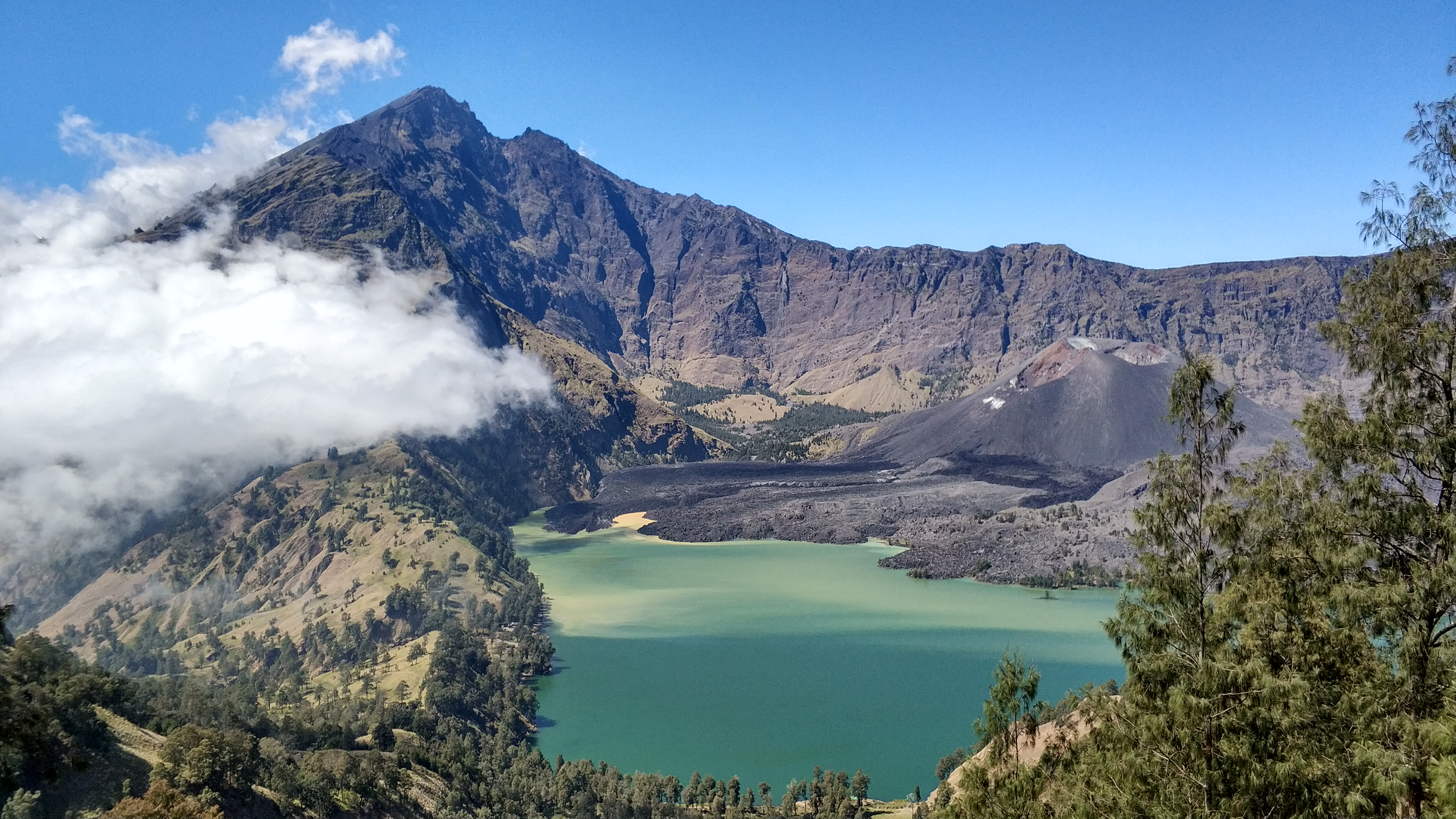
O lago Segara Anak, situado numa caldeira vulcânica junto ao monte Rinjani

Lomboque Setentrional (em indonésio: Kabupaten Lombok Utara) é uma regência (kabupaten) da província indonésia de Sonda Ocidental, situada na costa norte da ilha de Lomboque, com capital em Tanjung. Tem 809,53 km² de área e em 2023 a estimativa oficial de população era 265 600 habitantes (densidade: 328,1 hab./km²).
A regência é limitada a noroeste pelo estreito de Lomboque, a norte pelo mar de Bali, a leste pela regência de Lomboque Oriental, a sul pelas regências de Lomboque Central ( na parte central) e de Lomboque Ocidental (na parte sudoeste). O monte Rinjani, um vulcão ativo com 3 726 m de altitude, que é o segundo mais alto e a terceira montanha mais alta da Indonésia, situa-se em Lomboque Setentrional. A erupção mais antiga do Rinjani registada historicamente ocorreu em 1847.

### Subdivisões administrativas
A regência está dividida em 5 distritos (kecamatan), os quais por sua vez se dividem em 33 "aldeias administrativas" rurais (desa).
| Distrito                                                              | Capital        | População (est. 2023) | Área (km²) | Dens. pop. (hab./km²) | Nº de aldeias |
| --------------------------------------------------------------------- | -------------- | --------------------- | ---------- | --------------------- | ------------- |
| Bayan                                                                 | Anyar          | 58 278                | 329,10     | 177,08                | 9             |
| Gangga                                                                | Gondang        | 54 908                | 157,35     | 348,95                | 5             |
| Kayangan                                                              | Kayangan       | 51 563                | 126,35     | 408,1                 | 8             |
| Pemenang[♦]                                                           | Pemenang Timur | 42 880                | 81,09      | 528,8                 | 4             |
| Tanjung                                                               | Tanjung        | 57 871                | 115,64     | 500,44                | 7             |
| Total                                                                 | Total          | 265 600               | 809,53     | 328,09                | 33            |
| [♦] ^ Inclui as ilhas costeiras Gili Trawangan, Gili Meno e Gili Air. |                |                       |            |                       |               |

## Turismo
Na regência situam-se duas das regiões que atraem mais turistas em Lomboque: o monte Rinjani e as ilhas Gili de Gili Trawangan, Gili Meno e Gili Air. Além destas áreas, a costa entre a praia de Klui (a norte de Senggigi, no limite com Lomboque Ocidental) e Pemenang e Tanjung também recebe bastantes turistas. As ilhas Gili são acessíveis através das localidades costeiras de Bangsal e Tanjunk Teluk, perto de Pemenang. As principais localidades usadas para visitar a área do monte Rinjani são Bayan e Senaru.
O Parque Nacional de Gunung Rinjani (Taman Nasional Gunung Rinjani), abrange uma área de 41 330 hectares mais 66 000 ha de área protegida de floresta nas suas vizinhanças. É popular para escaladas de montanha e trekking. A área está classificada como geoparques mundial pela UNESCO.